# Fly Like a Bird
«Fly Like a Bird» (en español: «Vuela como un Pájaro») es una canción escrita y producida por Mariah Carey y James "Big Jim" Wright para el álbum The Emancipation of Mimi de la cantante estadounidense. Se publicó como sencillo en el año 2006.

## Sobre la canción
Mariah Carey escribió la letra y creó la música del estribillo, mientras que Wright se encargó de la estructura de los acordes. Posteriormente, Carey escribió el resto de la letra y pidió a su reverendo, Clarence Keaton, que pronunciase unas palabras en la canción. Keaton leyó directamente de la Biblia.
La revista Billboard calificó la canción de "clásico" y la describió como "otro éxito que vuelve a caracterizar la carrera" de Mariah Carey.

## Lanzamiento comercial
«Fly Like a Bird» se presentó como sencillo promocional junto con la canción My Saving Grace, del disco Charmbracelet (2002) de la cantante. Se estrenó en las radios de góspel de Estados Unidos el 18 de mayo de 2005. Debido a su limitada emisión, no se presentó en otros formatos.
En febrero de 2006, Mariah Carey cantó un medley de la canción con We Belong Together en la gala de los premios Grammy, con Wright al piano. La actuación fue elogiada por los asistentes al evento y los críticos. Es una de las actuaciones más respetadas de la cantante. 
En abril de 2006, se lanzó Fly Like a Bird como sencillo en los Estados Unidos al mismo tiempo que Say Somethin'. Aunque no llegó a figurar en la lista Billboard Hot 100, llegó al número cuatro en la Bubbling Under Hot 100 Singles (las veinticinco canciones por debajo de la posición 100 de la lista Billboard Hot 100). Alcanzó el puesto diecinueve de la lista Hot R&B/Hip-Hop Songs y el número uno en la Adult R&B Airplay durante seis semanas.

## Posicionamiento
| Lista (2006)                                      | Posición |
| ------------------------------------------------- | -------- |
| EE. UU., Billboard Bubbling Under Hot 100 Singles | 4        |
| EE. UU., Billboard Hot 100 Airplay                | 66       |
| EE. UU., Billboard Hot Adult R&B Airplay          | 1        |
| EE. UU., Billboard Hot R&B/Hip-Hop Songs          | 19       |
| Lista (2007)                                      | Posición |
| EE. UU., Billboard Hot R&B/Hip-Hop Recurrents     | 101      |